# Robert Walpole (colonel)
Le colonel Robert Walpole (18 novembre 1650 - 18 novembre 1700) de Houghton Hall dans le Norfolk, est un homme politique whig anglais et colonel de la milice , qui est député de l'arrondissement de Castle Rising, Norfolk, de 1689 à 1700. Il est surtout connu pour être le père de Robert Walpole, 1er comte d'Orford, considéré comme le premier premier ministre de Grande-Bretagne . Il est l'ancêtre de tous les barons Walpole et comtes d'Orford, de toutes les créations, et de l'actuel marquis de Cholmondeley, propriétaire de Houghton Hall. 

## Origines
Il est né à Houghton Hall en 1650, fils et héritier d'Edward Walpole (décédé en 1668) de Houghton (le siège de la famille pendant plus de quatre décennies ), et de sa femme Susan Crane . Son père soutient ardemment la restauration de la monarchie du roi Charles II et est par la suite créé chevalier du Bain .

## Carrière politique
En janvier 1689, il est élu député de Castle Rising dans le Norfolk  et est considéré comme le whig le plus influent du Norfolk et l'un des whigs les plus influents du Parlement . Il sert comme sous-lieutenant pour le Norfolk lorsque Henry Howard (7e duc de Norfolk) est Lord-lieutenant du Norfolk.

## Mariage et descendance
En 1671, il épouse Mary Burwell, une fille de Sir Jeffrey Burwell  de Rougham Place dans le Suffolk, dont il a dix-neuf enfants, dont neuf seulement survivent, deux étant mort-nés et huit mourant en bas âge :

### Fils
- Edouard Walpole (1674 - ? )
- Burwell Walpole (1675 – ? )
- Robert Walpole, 1er comte d'Orford (1676-1745), fils aîné et héritier survivant, qui peu de temps après la mort de son père devient député et occupe plus tard les fonctions de secrétaire à la guerre, trésorier de la marine, payeur des forces, Premier lord du Trésor, Chancelier de l'Échiquier, Leader de la Chambre des communes, et devient le premier Premier ministre de Grande-Bretagne [9]. Il est député pendant quarante ans [10].
- Jean Walpole (1677 – ? )

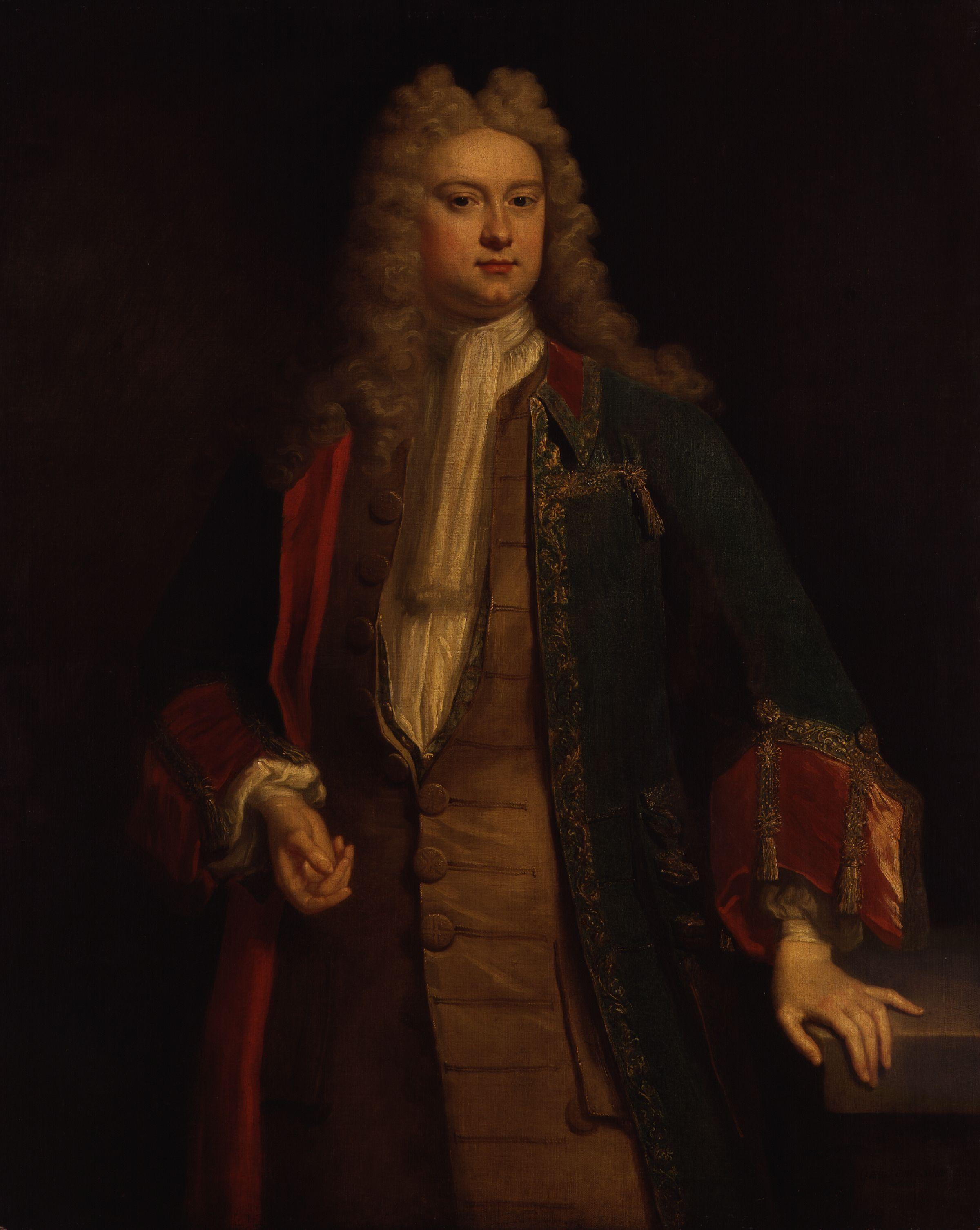
Horatio Walpole (1er baron Walpole)

- Horatio Walpole (1er baron Walpole) (1678-1757). Il est député pendant cinquante-quatre ans de 1702 jusqu'à sa mort en 1757 [4]. Au cours de sa carrière politique, il est secrétaire au Trésor, secrétaire en chef pour l'Irlande, ambassadeur britannique en France, trésorier de la Maison, ambassadeur aux Provinces-Unies et caissier de l'Échiquier [4].
- Christopher Walpole, mort en bas âge
- Galfridus Walpole (1683–1726)
- Mordaunt Walpole (1688 – 1689) [11]
- Un garçon mort-né (1690)
- Charles Walpole (1691- ? )
- Guillaume Walpole (1693 – ? )

### Filles

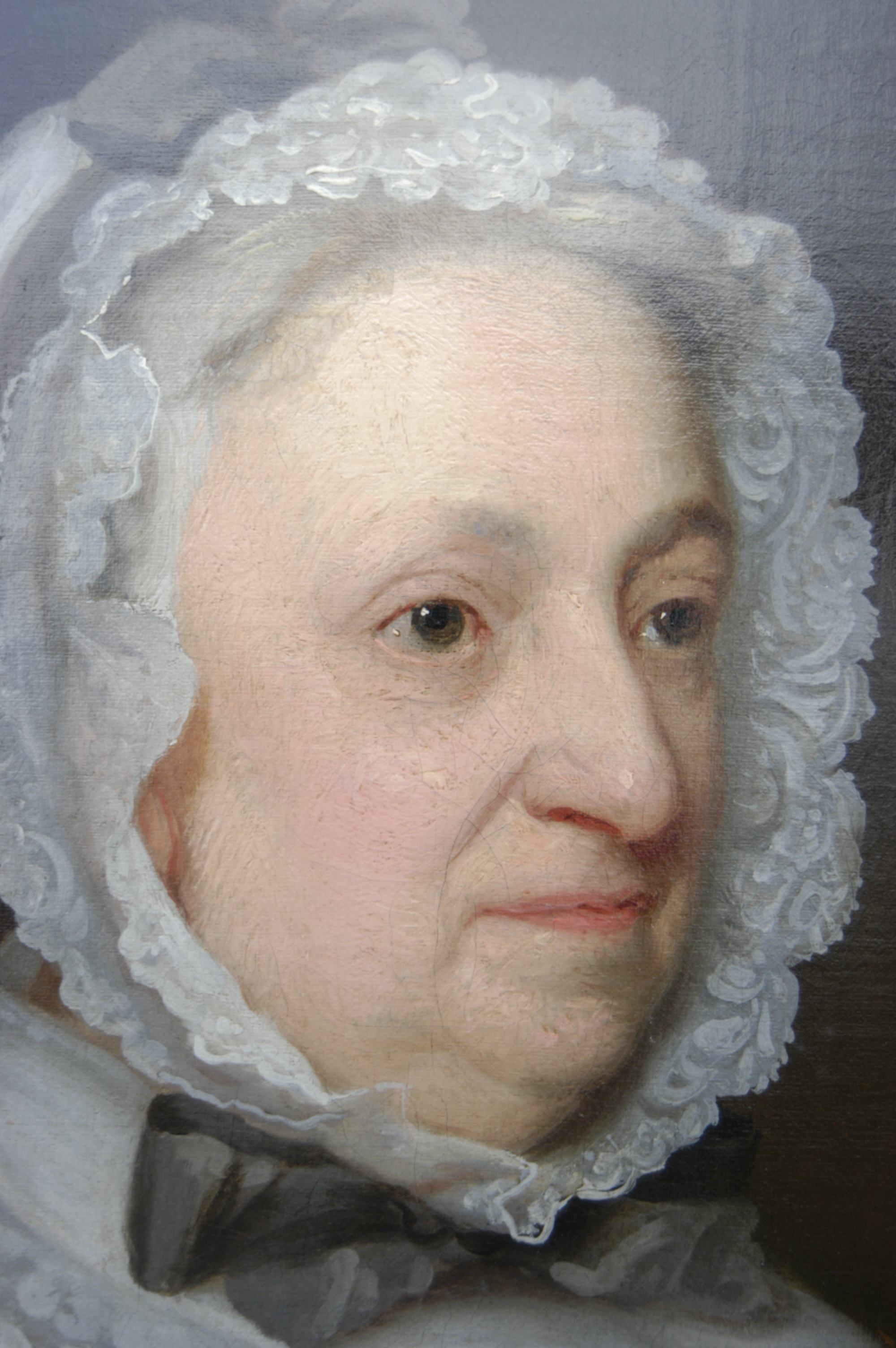
Susan Walpole, épouse d'Anthony Hamond (d.1743). Détail du portrait attribué à Thomas Bardwell

- Suzanne Walpole (1672 – ?), épouse d'Anthony Hamond (décédé en 1743) ;
- Mary Walpole (1673–1701), qui épouse Charles Turner (1er baronnet) de Warham, Norfolk, avocat et homme politique whig, et est l'arrière-grand-mère du grand amiral Horatio Nelson (1758-1805);
- Elizabeth Walpole, décédée en bas âge;
- Élisabeth Walpole (1682-1736)
- Anne Walpole (1685 – ? )
- Dorothy Walpole (1686 - 29 mars 1728), qui vers 1713 [12] épouse Charles Townshend (2e vicomte Townshend) (1674-1738), qui dans son enfance a été le pupille de son père[5], fils et héritier d'Horatio Townshend (1er vicomte Townshend) (1630-1687), petit-fils d'Horace Vere (1er baron Vere de Tilbury) (1565-1635), chef militaire anglais.
- Suzanne Walpole (1687 – ? )
- Une fille mort-née [13]